# Victoria (Virgínia)
Victoria és una població dels Estats Units a l'estat de Virgínia. Segons el cens del 2000 tenia 1.821 habitants.

## Demografia
Segons el cens del 2000, Victoria tenia 1.821 habitants, 803 habitatges, i 517 famílies. La densitat de població era de 248,4 habitants per km².
Dels 803 habitatges en un 26,3% hi vivien nens de menys de 18 anys, en un 45,1% hi vivien parelles casades, en un 15,2% dones solteres, i en un 35,6% no eren unitats familiars. En el 33% dels habitatges hi vivien persones soles el 18,4% de les quals corresponia a persones de 65 anys o més que vivien soles. El nombre mitjà de persones vivint en cada habitatge era de 2,27 i el nombre mitjà de persones que vivien en cada família era de 2,85.
Per edats la població es repartia de la següent manera: un 22,8% tenia menys de 18 anys, un 7,9% entre 18 i 24, un 22,9% entre 25 i 44, un 25,3% de 45 a 60 i un 21% 65 anys o més.
L'edat mediana era de 42 anys. Per cada 100 dones de 18 o més anys hi havia 80,4 homes.
La renda mediana per habitatge era de 24.694 $ i la renda mediana per família de 32.311 $. Els homes tenien una renda mediana de 26.797 $ mentre que les dones 17.054 $. La renda per capita de la població era de 13.693 $. Entorn del 18,6% de les famílies i el 24,6% de la població estaven per davall del llindar de pobresa.

## Poblacions més properes
El següent diagrama mostra les poblacions més properes.